# Genrich Gasparian
Genrich Gasparian (Kasparian) orm. Գենրիխ Գասպարյան (ur. 27 lutego 1910 w Tbilisi, zm. 27 grudnia 1995 w Erywaniu) – ormiański kompozytor szachowy oraz szachista.

## Kariera szachowa
Dziesięciokrotny zwycięzca mistrzostw Armenii (lata 1934-1956), czterokrotny (1931,1937,1947,1952) uczestnik finałów Mistrzostw Związku Radzieckiego w szachach, najbardziej ceniony jako autor studiów szachowych, których ułożył ponad 500. Z zawodu inżynier budowlany, walczył na froncie w latach 1941-1945, otrzymując szereg odznaczeń. Po wojnie poświęcił się pracy dydaktycznej oraz twórczej, gromadząc w albumach FIDE łącznie 174,17 pkt.
- 1950 - tytuł mistrza międzynarodowego
- 1956 - tytuł sędziego międzynarodowego kompozycji szachowej
- 1972 - tytuł arcymistrza kompozycji szachowej

Poniżej przykładowa kompozycja szachowa autorstwa Gaspariana.
|   | a | b | c | d | e | f | g | h |   |
| 8 | a7 – Biały król · e7 – Czarny pionek · d6 – Biały pionek · c5 – Czarny król · e5 – Biały pionek · a4 – Biały pionek · c4 – Czarny pionek · e4 – Biały goniec · g4 – Biały skoczek · c3 – Biały pionek | a7 – Biały król · e7 – Czarny pionek · d6 – Biały pionek · c5 – Czarny król · e5 – Biały pionek · a4 – Biały pionek · c4 – Czarny pionek · e4 – Biały goniec · g4 – Biały skoczek · c3 – Biały pionek | a7 – Biały król · e7 – Czarny pionek · d6 – Biały pionek · c5 – Czarny król · e5 – Biały pionek · a4 – Biały pionek · c4 – Czarny pionek · e4 – Biały goniec · g4 – Biały skoczek · c3 – Biały pionek | a7 – Biały król · e7 – Czarny pionek · d6 – Biały pionek · c5 – Czarny król · e5 – Biały pionek · a4 – Biały pionek · c4 – Czarny pionek · e4 – Biały goniec · g4 – Biały skoczek · c3 – Biały pionek | a7 – Biały król · e7 – Czarny pionek · d6 – Biały pionek · c5 – Czarny król · e5 – Biały pionek · a4 – Biały pionek · c4 – Czarny pionek · e4 – Biały goniec · g4 – Biały skoczek · c3 – Biały pionek | a7 – Biały król · e7 – Czarny pionek · d6 – Biały pionek · c5 – Czarny król · e5 – Biały pionek · a4 – Biały pionek · c4 – Czarny pionek · e4 – Biały goniec · g4 – Biały skoczek · c3 – Biały pionek | a7 – Biały król · e7 – Czarny pionek · d6 – Biały pionek · c5 – Czarny król · e5 – Biały pionek · a4 – Biały pionek · c4 – Czarny pionek · e4 – Biały goniec · g4 – Biały skoczek · c3 – Biały pionek | a7 – Biały król · e7 – Czarny pionek · d6 – Biały pionek · c5 – Czarny król · e5 – Biały pionek · a4 – Biały pionek · c4 – Czarny pionek · e4 – Biały goniec · g4 – Biały skoczek · c3 – Biały pionek | 8 |
| 7 | a7 – Biały król · e7 – Czarny pionek · d6 – Biały pionek · c5 – Czarny król · e5 – Biały pionek · a4 – Biały pionek · c4 – Czarny pionek · e4 – Biały goniec · g4 – Biały skoczek · c3 – Biały pionek | a7 – Biały król · e7 – Czarny pionek · d6 – Biały pionek · c5 – Czarny król · e5 – Biały pionek · a4 – Biały pionek · c4 – Czarny pionek · e4 – Biały goniec · g4 – Biały skoczek · c3 – Biały pionek | a7 – Biały król · e7 – Czarny pionek · d6 – Biały pionek · c5 – Czarny król · e5 – Biały pionek · a4 – Biały pionek · c4 – Czarny pionek · e4 – Biały goniec · g4 – Biały skoczek · c3 – Biały pionek | a7 – Biały król · e7 – Czarny pionek · d6 – Biały pionek · c5 – Czarny król · e5 – Biały pionek · a4 – Biały pionek · c4 – Czarny pionek · e4 – Biały goniec · g4 – Biały skoczek · c3 – Biały pionek | a7 – Biały król · e7 – Czarny pionek · d6 – Biały pionek · c5 – Czarny król · e5 – Biały pionek · a4 – Biały pionek · c4 – Czarny pionek · e4 – Biały goniec · g4 – Biały skoczek · c3 – Biały pionek | a7 – Biały król · e7 – Czarny pionek · d6 – Biały pionek · c5 – Czarny król · e5 – Biały pionek · a4 – Biały pionek · c4 – Czarny pionek · e4 – Biały goniec · g4 – Biały skoczek · c3 – Biały pionek | a7 – Biały król · e7 – Czarny pionek · d6 – Biały pionek · c5 – Czarny król · e5 – Biały pionek · a4 – Biały pionek · c4 – Czarny pionek · e4 – Biały goniec · g4 – Biały skoczek · c3 – Biały pionek | a7 – Biały król · e7 – Czarny pionek · d6 – Biały pionek · c5 – Czarny król · e5 – Biały pionek · a4 – Biały pionek · c4 – Czarny pionek · e4 – Biały goniec · g4 – Biały skoczek · c3 – Biały pionek | 7 |
| 6 | a7 – Biały król · e7 – Czarny pionek · d6 – Biały pionek · c5 – Czarny król · e5 – Biały pionek · a4 – Biały pionek · c4 – Czarny pionek · e4 – Biały goniec · g4 – Biały skoczek · c3 – Biały pionek | a7 – Biały król · e7 – Czarny pionek · d6 – Biały pionek · c5 – Czarny król · e5 – Biały pionek · a4 – Biały pionek · c4 – Czarny pionek · e4 – Biały goniec · g4 – Biały skoczek · c3 – Biały pionek | a7 – Biały król · e7 – Czarny pionek · d6 – Biały pionek · c5 – Czarny król · e5 – Biały pionek · a4 – Biały pionek · c4 – Czarny pionek · e4 – Biały goniec · g4 – Biały skoczek · c3 – Biały pionek | a7 – Biały król · e7 – Czarny pionek · d6 – Biały pionek · c5 – Czarny król · e5 – Biały pionek · a4 – Biały pionek · c4 – Czarny pionek · e4 – Biały goniec · g4 – Biały skoczek · c3 – Biały pionek | a7 – Biały król · e7 – Czarny pionek · d6 – Biały pionek · c5 – Czarny król · e5 – Biały pionek · a4 – Biały pionek · c4 – Czarny pionek · e4 – Biały goniec · g4 – Biały skoczek · c3 – Biały pionek | a7 – Biały król · e7 – Czarny pionek · d6 – Biały pionek · c5 – Czarny król · e5 – Biały pionek · a4 – Biały pionek · c4 – Czarny pionek · e4 – Biały goniec · g4 – Biały skoczek · c3 – Biały pionek | a7 – Biały król · e7 – Czarny pionek · d6 – Biały pionek · c5 – Czarny król · e5 – Biały pionek · a4 – Biały pionek · c4 – Czarny pionek · e4 – Biały goniec · g4 – Biały skoczek · c3 – Biały pionek | a7 – Biały król · e7 – Czarny pionek · d6 – Biały pionek · c5 – Czarny król · e5 – Biały pionek · a4 – Biały pionek · c4 – Czarny pionek · e4 – Biały goniec · g4 – Biały skoczek · c3 – Biały pionek | 6 |
| 5 | a7 – Biały król · e7 – Czarny pionek · d6 – Biały pionek · c5 – Czarny król · e5 – Biały pionek · a4 – Biały pionek · c4 – Czarny pionek · e4 – Biały goniec · g4 – Biały skoczek · c3 – Biały pionek | a7 – Biały król · e7 – Czarny pionek · d6 – Biały pionek · c5 – Czarny król · e5 – Biały pionek · a4 – Biały pionek · c4 – Czarny pionek · e4 – Biały goniec · g4 – Biały skoczek · c3 – Biały pionek | a7 – Biały król · e7 – Czarny pionek · d6 – Biały pionek · c5 – Czarny król · e5 – Biały pionek · a4 – Biały pionek · c4 – Czarny pionek · e4 – Biały goniec · g4 – Biały skoczek · c3 – Biały pionek | a7 – Biały król · e7 – Czarny pionek · d6 – Biały pionek · c5 – Czarny król · e5 – Biały pionek · a4 – Biały pionek · c4 – Czarny pionek · e4 – Biały goniec · g4 – Biały skoczek · c3 – Biały pionek | a7 – Biały król · e7 – Czarny pionek · d6 – Biały pionek · c5 – Czarny król · e5 – Biały pionek · a4 – Biały pionek · c4 – Czarny pionek · e4 – Biały goniec · g4 – Biały skoczek · c3 – Biały pionek | a7 – Biały król · e7 – Czarny pionek · d6 – Biały pionek · c5 – Czarny król · e5 – Biały pionek · a4 – Biały pionek · c4 – Czarny pionek · e4 – Biały goniec · g4 – Biały skoczek · c3 – Biały pionek | a7 – Biały król · e7 – Czarny pionek · d6 – Biały pionek · c5 – Czarny król · e5 – Biały pionek · a4 – Biały pionek · c4 – Czarny pionek · e4 – Biały goniec · g4 – Biały skoczek · c3 – Biały pionek | a7 – Biały król · e7 – Czarny pionek · d6 – Biały pionek · c5 – Czarny król · e5 – Biały pionek · a4 – Biały pionek · c4 – Czarny pionek · e4 – Biały goniec · g4 – Biały skoczek · c3 – Biały pionek | 5 |
| 4 | a7 – Biały król · e7 – Czarny pionek · d6 – Biały pionek · c5 – Czarny król · e5 – Biały pionek · a4 – Biały pionek · c4 – Czarny pionek · e4 – Biały goniec · g4 – Biały skoczek · c3 – Biały pionek | a7 – Biały król · e7 – Czarny pionek · d6 – Biały pionek · c5 – Czarny król · e5 – Biały pionek · a4 – Biały pionek · c4 – Czarny pionek · e4 – Biały goniec · g4 – Biały skoczek · c3 – Biały pionek | a7 – Biały król · e7 – Czarny pionek · d6 – Biały pionek · c5 – Czarny król · e5 – Biały pionek · a4 – Biały pionek · c4 – Czarny pionek · e4 – Biały goniec · g4 – Biały skoczek · c3 – Biały pionek | a7 – Biały król · e7 – Czarny pionek · d6 – Biały pionek · c5 – Czarny król · e5 – Biały pionek · a4 – Biały pionek · c4 – Czarny pionek · e4 – Biały goniec · g4 – Biały skoczek · c3 – Biały pionek | a7 – Biały król · e7 – Czarny pionek · d6 – Biały pionek · c5 – Czarny król · e5 – Biały pionek · a4 – Biały pionek · c4 – Czarny pionek · e4 – Biały goniec · g4 – Biały skoczek · c3 – Biały pionek | a7 – Biały król · e7 – Czarny pionek · d6 – Biały pionek · c5 – Czarny król · e5 – Biały pionek · a4 – Biały pionek · c4 – Czarny pionek · e4 – Biały goniec · g4 – Biały skoczek · c3 – Biały pionek | a7 – Biały król · e7 – Czarny pionek · d6 – Biały pionek · c5 – Czarny król · e5 – Biały pionek · a4 – Biały pionek · c4 – Czarny pionek · e4 – Biały goniec · g4 – Biały skoczek · c3 – Biały pionek | a7 – Biały król · e7 – Czarny pionek · d6 – Biały pionek · c5 – Czarny król · e5 – Biały pionek · a4 – Biały pionek · c4 – Czarny pionek · e4 – Biały goniec · g4 – Biały skoczek · c3 – Biały pionek | 4 |
| 3 | a7 – Biały król · e7 – Czarny pionek · d6 – Biały pionek · c5 – Czarny król · e5 – Biały pionek · a4 – Biały pionek · c4 – Czarny pionek · e4 – Biały goniec · g4 – Biały skoczek · c3 – Biały pionek | a7 – Biały król · e7 – Czarny pionek · d6 – Biały pionek · c5 – Czarny król · e5 – Biały pionek · a4 – Biały pionek · c4 – Czarny pionek · e4 – Biały goniec · g4 – Biały skoczek · c3 – Biały pionek | a7 – Biały król · e7 – Czarny pionek · d6 – Biały pionek · c5 – Czarny król · e5 – Biały pionek · a4 – Biały pionek · c4 – Czarny pionek · e4 – Biały goniec · g4 – Biały skoczek · c3 – Biały pionek | a7 – Biały król · e7 – Czarny pionek · d6 – Biały pionek · c5 – Czarny król · e5 – Biały pionek · a4 – Biały pionek · c4 – Czarny pionek · e4 – Biały goniec · g4 – Biały skoczek · c3 – Biały pionek | a7 – Biały król · e7 – Czarny pionek · d6 – Biały pionek · c5 – Czarny król · e5 – Biały pionek · a4 – Biały pionek · c4 – Czarny pionek · e4 – Biały goniec · g4 – Biały skoczek · c3 – Biały pionek | a7 – Biały król · e7 – Czarny pionek · d6 – Biały pionek · c5 – Czarny król · e5 – Biały pionek · a4 – Biały pionek · c4 – Czarny pionek · e4 – Biały goniec · g4 – Biały skoczek · c3 – Biały pionek | a7 – Biały król · e7 – Czarny pionek · d6 – Biały pionek · c5 – Czarny król · e5 – Biały pionek · a4 – Biały pionek · c4 – Czarny pionek · e4 – Biały goniec · g4 – Biały skoczek · c3 – Biały pionek | a7 – Biały król · e7 – Czarny pionek · d6 – Biały pionek · c5 – Czarny król · e5 – Biały pionek · a4 – Biały pionek · c4 – Czarny pionek · e4 – Biały goniec · g4 – Biały skoczek · c3 – Biały pionek | 3 |
| 2 | a7 – Biały król · e7 – Czarny pionek · d6 – Biały pionek · c5 – Czarny król · e5 – Biały pionek · a4 – Biały pionek · c4 – Czarny pionek · e4 – Biały goniec · g4 – Biały skoczek · c3 – Biały pionek | a7 – Biały król · e7 – Czarny pionek · d6 – Biały pionek · c5 – Czarny król · e5 – Biały pionek · a4 – Biały pionek · c4 – Czarny pionek · e4 – Biały goniec · g4 – Biały skoczek · c3 – Biały pionek | a7 – Biały król · e7 – Czarny pionek · d6 – Biały pionek · c5 – Czarny król · e5 – Biały pionek · a4 – Biały pionek · c4 – Czarny pionek · e4 – Biały goniec · g4 – Biały skoczek · c3 – Biały pionek | a7 – Biały król · e7 – Czarny pionek · d6 – Biały pionek · c5 – Czarny król · e5 – Biały pionek · a4 – Biały pionek · c4 – Czarny pionek · e4 – Biały goniec · g4 – Biały skoczek · c3 – Biały pionek | a7 – Biały król · e7 – Czarny pionek · d6 – Biały pionek · c5 – Czarny król · e5 – Biały pionek · a4 – Biały pionek · c4 – Czarny pionek · e4 – Biały goniec · g4 – Biały skoczek · c3 – Biały pionek | a7 – Biały król · e7 – Czarny pionek · d6 – Biały pionek · c5 – Czarny król · e5 – Biały pionek · a4 – Biały pionek · c4 – Czarny pionek · e4 – Biały goniec · g4 – Biały skoczek · c3 – Biały pionek | a7 – Biały król · e7 – Czarny pionek · d6 – Biały pionek · c5 – Czarny król · e5 – Biały pionek · a4 – Biały pionek · c4 – Czarny pionek · e4 – Biały goniec · g4 – Biały skoczek · c3 – Biały pionek | a7 – Biały król · e7 – Czarny pionek · d6 – Biały pionek · c5 – Czarny król · e5 – Biały pionek · a4 – Biały pionek · c4 – Czarny pionek · e4 – Biały goniec · g4 – Biały skoczek · c3 – Biały pionek | 2 |
| 1 | a7 – Biały król · e7 – Czarny pionek · d6 – Biały pionek · c5 – Czarny król · e5 – Biały pionek · a4 – Biały pionek · c4 – Czarny pionek · e4 – Biały goniec · g4 – Biały skoczek · c3 – Biały pionek | a7 – Biały król · e7 – Czarny pionek · d6 – Biały pionek · c5 – Czarny król · e5 – Biały pionek · a4 – Biały pionek · c4 – Czarny pionek · e4 – Biały goniec · g4 – Biały skoczek · c3 – Biały pionek | a7 – Biały król · e7 – Czarny pionek · d6 – Biały pionek · c5 – Czarny król · e5 – Biały pionek · a4 – Biały pionek · c4 – Czarny pionek · e4 – Biały goniec · g4 – Biały skoczek · c3 – Biały pionek | a7 – Biały król · e7 – Czarny pionek · d6 – Biały pionek · c5 – Czarny król · e5 – Biały pionek · a4 – Biały pionek · c4 – Czarny pionek · e4 – Biały goniec · g4 – Biały skoczek · c3 – Biały pionek | a7 – Biały król · e7 – Czarny pionek · d6 – Biały pionek · c5 – Czarny król · e5 – Biały pionek · a4 – Biały pionek · c4 – Czarny pionek · e4 – Biały goniec · g4 – Biały skoczek · c3 – Biały pionek | a7 – Biały król · e7 – Czarny pionek · d6 – Biały pionek · c5 – Czarny król · e5 – Biały pionek · a4 – Biały pionek · c4 – Czarny pionek · e4 – Biały goniec · g4 – Biały skoczek · c3 – Biały pionek | a7 – Biały król · e7 – Czarny pionek · d6 – Biały pionek · c5 – Czarny król · e5 – Biały pionek · a4 – Biały pionek · c4 – Czarny pionek · e4 – Biały goniec · g4 – Biały skoczek · c3 – Biały pionek | a7 – Biały król · e7 – Czarny pionek · d6 – Biały pionek · c5 – Czarny król · e5 – Biały pionek · a4 – Biały pionek · c4 – Czarny pionek · e4 – Biały goniec · g4 – Biały skoczek · c3 – Biały pionek | 1 |
|   | a | b | c | d | e | f | g | h |   |

Rozwiązania:
[1.Ga8! e6 2.Kb7 Kd5 3.Kb6 mat]
[1.Ga8! ed6 2.Sf6 de6 3.Se4 mat]
[1.Ga8! ed6 2.Sf6 d5 3.Sd7 mat]
(zaznacz tekst pomiędzy nawiasami, aby zobaczyć rozwiązanie)

## Publikacje
- Domination in 2,545 Endgame Studies by Genrikh Kasparyan. ISBN 0-923891-87-0
- The Complete Studies of Genrikh Kasparyan by A.J. Roycroft